# El Colorado, San Pedro Pochutla
El Colorado är en ort i Mexiko.   Den ligger i kommunen San Pedro Pochutla och delstaten Oaxaca, i den sydöstra delen av landet, 500 km sydost om huvudstaden Mexico City. El Colorado ligger 206 meter över havet och antalet invånare är 846.
Terrängen runt El Colorado är varierad. Havet är nära El Colorado åt sydost.  Närmaste större samhälle är San Pedro Pochutla, 3,6 km norr om El Colorado. 